# Olivia De Berardinis
 (août 2025).
Olivia De Berardinis, née en 1948 à Long Beach (Californie), est une illustratrice américaine. Elle est particulièrement connue pour ses pin-ups.

## Biographie
Elle étudie au School of Visual Arts et crée des pin-ups dans un style minimaliste. Elle prit comme modèles notamment Julie Strain, Masuimi Max, Dita von Teese et Bettie Page. Nombre de ses dessins sont publiés dans le magazine Playboy.